# Ga Phủ Lý
Ga Phủ Lý là một ga tàu hỏa tại phường Phủ Lý, tỉnh Ninh Bình. Nhà ga là một điểm của tuyến Đường sắt Bắc Nam và nối với ga Đồng Văn với ga Bình Lục. Lý trình 55+860.

## Các tuyến
- Đường sắt Bắc Nam
- Đường sắt Phủ Lý - Thịnh Châu